# Famisanar
Famisanar EPS es una Entidad promotora de salud (EPS) en Colombia. Se dedica a la gestión y el aseguramiento de riesgos en salud.
Es la quinta EPS más grande de Colombia. Cuenta con aproximadamente 3 millones de afiliados.

## Historia
El 25 de julio de 1995, Se constituyo legalmente Famisanar bajo una alianza estratégica entre las cajas de compensación: Cafam y Colsubsidio.
El 15 de septiembre de 2023, la EPS es intervenida por la Superintendencia de Salud debido a irregularidades contables.